# Spoorlijn Glasgow - Edinburgh via Falkirk

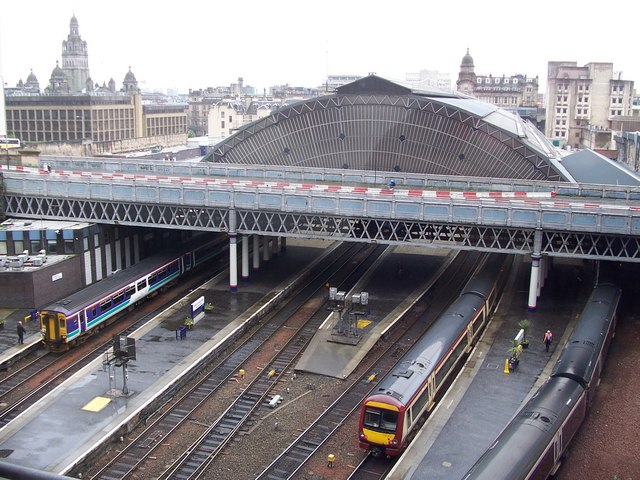
Glasgow Queen Street

De spoorlijn Glasgow - Edinburgh via Falkirk, Engels: Glasgow to Edinburgh via Falkirk Line, is de belangrijkste spoorverbinding tussen Glasgow en Edinburgh. Het is een van de drie spoorlijnen tussen Edinburgh en Glasgow, de twee grootste steden van Schotland. De lijn loopt, zoals de naam zegt, via Falkirk. Begin-/eindpunten zijn station Glasgow Queen Street (het tweede station van Glasgow) en station Edinburgh Waverley (het centrale station van Edinburgh).
Passagiersdiensten worden uitgevoerd door ScotRail. De lijn is overal minstens dubbelsporig en pas sinds 2017 geëlektrificeerd.
De route was de eerste Schotse intercityverbinding, geopend op 2 februari 1842 als de Edinburgh and Glasgow Railway. Later werd de spoorlijn het belangrijkste onderdeel van de North British Railway. In 2007 maakte de Schotse regering bekend dat elektrificatie van de route een prioriteit is. De elektrificatie met 25 kV 50 Hz AC op bovenlijn werd in 2017 afgewerkt.

## Personenvervoer

### Personenvervoer in het verleden
Vanaf 1957 tot begin jaren zeventig werd de dienst uitgevoerd door Class 126 DMU. In 1971 werden locomotieven van Class 26, Class 27 en Class 37 ingezet (trek-trek en trek-duw), met rijtuigen van het type Mark 2. Al snel namen de locomotieven van Class 27 het alleen over.
Vanaf 1980 werden de locomotieven van Class 47/7s ingezet, met rijtuigen van het type Mark 3. Destijds reden de treinen vanaf Glasgow via Edinburgh door naar station London King's Cross en verschillende West Country-bestemmingen, waarvoor men InterCity 125s gebruikte.
De treinen reden toen elk half uur, waarbij alle treinen te Haymarket en Falkirk High stopten. Sommige treinen stopten in Polmont en Linlithgow en enkele spitstreinen in Bishopbriggs, Lenzie en Croy. Zondagse treinen reden via station Falkirk Grahamston.

### Huidige situatie
Voor de elektrificatie werd de dienst uitgevoerd door Class 170 en in mindere mate Class 156 en Class 158 treinstellen, sinds 2018 wordt de lijn bediend met nieuwe elektrische British Rail Class 385 treinstellen. Er gaat overdag elk kwartier een trein tussen Glasgow Queens Street en Edinburgh Waverley. Alle treinen stoppen op Haymarket (Edinburgh) en Falkirk High. De ene helft van de treinen stopt in Croy, terwijl de andere helft in Polmont en Linlithgow stopt. Op zondag stopt er elk half uur op elk station een trein.
Station Edinburgh Park ligt weliswaar aan de Glasgow to Edinburgh via Falkirk Line, maar treinen tussen Edinburgh en Glasgow stoppen er niet. Wil men naar Edinburgh Park, dan kan men de trein naar Dunblane pakken.

## Ongevallen
In 1984 vond het Polmont-spoorwegongeval plaats, waarbij dertien doden en 61 gewonden vielen. Het leidde tot een debat over de veiligheid van trek-duwtreinen.